# آنتی-فلگ
آنتی-فِـلَگ (انگلیسی: Anti-Flag) یک گروه پانک راک آمریکایی بود که در سال ۱۹۸۸ در پیتسبرگ پنسیلوانیا تشکیل شد. در اکثر فعالیت‌های گروه، اعضای آن‌ها عبارت بودند از جاستین سین (خواننده و گیتاریست)، کریس هد (گیتاریست)، پت تتیک (نوازندهٔ درامز)، و کریس بارکر، مشهور به کریس شماره ۲ (خواننده و نوازندهٔ بیس). این گروه به خاطر فعالیت‌های سیاسی چپ خود شناخته شده بود. تمامی اعضای گروه وِگان و حامی حقوق حیوانات بودند و در برنامه‌های بنیاد مردمی رعایت اصول اخلاقی در برابر جانوران شرکت می‌کردند. آنها دو کنسرت هم در حمایت از ریج اگنست د ماشین برگزار کردند و در یک برنامه هم اعتراضات جنبش اشغال وال استریت آهنگ نواختند.
موضع سرمایه‌داری‌ستیزی آنتی-فلگ هنگامی که در سال ۲۰۰۵ با آرسی‌ای رکوردز قرارداد بستند، انتقاداتی را در پی داشت، و برخی حتی گفتند که گروه جا زده است. آنتی-فلگ از خود در برابر انتقادات دفاع کرد و گفت که هدف از امضای قراداد با این شرکت، رساندن پیامشان به گوش مخاطبانی بیشتر است.